# Pavel Pavlov
Pavel Pavlov (Kostinbrod, Bulgaria, 9 de junio de 1953) es un deportista búlgaro retirado especialista en lucha grecorromana donde llegó a ser medallista de bronce olímpico en Moscú 1980.

## Carrera deportiva
En los Juegos Olímpicos de 1980 celebrados en Moscú ganó la medalla de bronce en lucha grecorromana de pesos de hasta 82 kg, tras el soviético Gennadi Korban (oro) y el polaco Jan Dołgowicz (plata).